# Gómez Farías (municipalité, Tamaulipas)
La municipalité de Gómez Farías est l'une des 43 municipalités de l'État de Tamaulipas, et est située dans la partie sud de cet État. Située à l'ouest du golfe du Mexique, elle appartient au bassin versant du fleuve Río Pánuco et prend appui à l'ouest sur les contreforts de la chaîne de montagne de la Sierra Madre orientale. Son chef-lieu est la ville de Loma Alta de Gómez Farías. Elle dépend de la région Mante, qui est une des 6 subdivisions administratives de l'État de Tamaulipas.

## Géographie
La municipalité de Gómez Farías s'étend du nord-ouest au sud-est en prenant appui sur les contreforts de la chaîne de montagnes de la Sierra Madre orientale, qui occupent la moitié occidentale de son territoire, tandis que l'autre moitié est une zone de plaine. Son altitude oscille entre 50 et 2400 mètres. Elle est traversée par de nombreux cours d'eau faisant partie du bassin versant du fleuve Río Pánuco, dont la rivière Guayalejo, qui la borde à l'est. Son chef-lieu, la ville de Loma Alta de Gómez Farías, est établi dans la partie nord de son territoire, sur les piémonts de la sierra, à une altitude moyenne de 400 mètres. Ce territoire couvre une superficie de 432,57 km², et était peuplé en 2020 de 8 288 habitants.
Cette municipalité fait partie de la région Mante, qui est une des 6 subdivisions administratives de l'État de Tamaulipas, et regroupe les municipalités de Nuevo Morelos, Antiguo Morelos, El Mante, Xicoténcatl, Ocampo et Gómez Farías.
Elle est limitrophe au nord de celles de Llera et Jaumave, à l'ouest de celle d'Ocampo, au sud de celle d'El Mante, et à l'est de celle Xicoténcatl.

## Composition et démographie
La municipalité était composée en 2010 de 190 localités.
| Localité                  | Population |
| ------------------------- | ---------- |
| Loma Alta de Gómez Farías | 1 989      |
| Gómez Farías              | 891        |
| Poblado Seiscientos Uno   | 435        |
| Guadalupe Victoria        | 326        |

En plus de l'espagnol, plusieurs langues amérindiennes sont parlées dans la municipalité, dont les principales sont par ordre d'importance : le nahuatl, le chontal, le totonaque et le pame.

## Histoire
Dans le cadre de la conquête et de la colonisation de la nouvelle province de Nouvelle-Santander par José de Escandón entre 1748 et 1755, une congregación nommée Joya de Indios est fondée en 1749.
En 1869, celle localité est rebaptisée Villa de Gómez Farías, en l'honneur de l'ancien président Valentín Gómez Farías. La municipalité de Gómez Farías devient autonome en 1870.